# Haplogruppe M (mtDNA)
Die Haplogruppe M ist in der Humangenetik eine Haplogruppe der Mitochondrien (mtDNA).
Sie ist eine Makrohaplogruppe, die sich über viele Kontinente erstreckt und Nachkomme der Haplogruppe L3. Sie ist die häufigste mtDNA-Haplogruppe in Asien und ist überall in Indien zu finden, wo sie rund 60 % der mütterlichen Linien ausmacht.
Haplogruppe M ist nach Ansicht der Forscher vor rund 60000 bis 75000 Jahre in Asien entstanden.
Zu den Nachkommen von M gehören C, D, E, G, Q, und Z. Z und G werden in nordeurasischen Bevölkerungen, C und D sowohl in nordeurasischen als auch in indianischen Bevölkerungen, E in Bevölkerungen in Südostasien, und Q in melanesischen Bevölkerungen gefunden. Die Linien M2, M3, M4, M5, M6, M18 und M25 sind ausschließlich in Indien vertreten. Von M2 wird angenommen, dass sie die älteste Linie auf dem indischen Subkontinent war. M7 und M8 sind weit verbreitet in osteurasischen Linien.
Aufgrund ihres hohen Alters ist Haplogruppe M eine mtDNA-Linie, die nicht äquivalent zu heutigen ethnischen Gruppen ist, da sie sich über Sibirien, Amerika, Ostasien, Südostasien, Zentralasien, Südasien, Melanesien, sowie Ägypten, Äthiopien, Somalia erstreckt und auch in geringer Frequenz in europäischen und verschiedenen Bevölkerungsgruppen im Nahen Osten zu finden ist.